# Gallin-Kuppentin
Gallin-Kuppentin település Németországban, Mecklenburg-Elő-Pomeránia tartományban. Lakosainak száma 444 fő (2023. december 31.).

## Népesség
A település népességének változása:
| Lakosok száma | 467  | 477  | 462  | 444  | 444  |
|               | 2017 | 2019 | 2021 | 2022 | 2023 |